# Aston Martin DB11
Aston Martin DB11 je britanski grand tourer kupe kojeg od 2016. godine proizvodi Aston Martin. Model je kao zamjena za model DB9 predstavljen u ožujku 2016. godine na Međunarodnom salonu automobila u Ženevi. DB11 je prvi novi model Aston Martina otkada je sklopio partnerstvo s Daimlerom AG.

## Vanjske poveznice
- Službena stranica  Arhivirana inačica izvorne stranice od 25. lipnja 2020. (Wayback Machine)